# Ternärer Maschinensatz

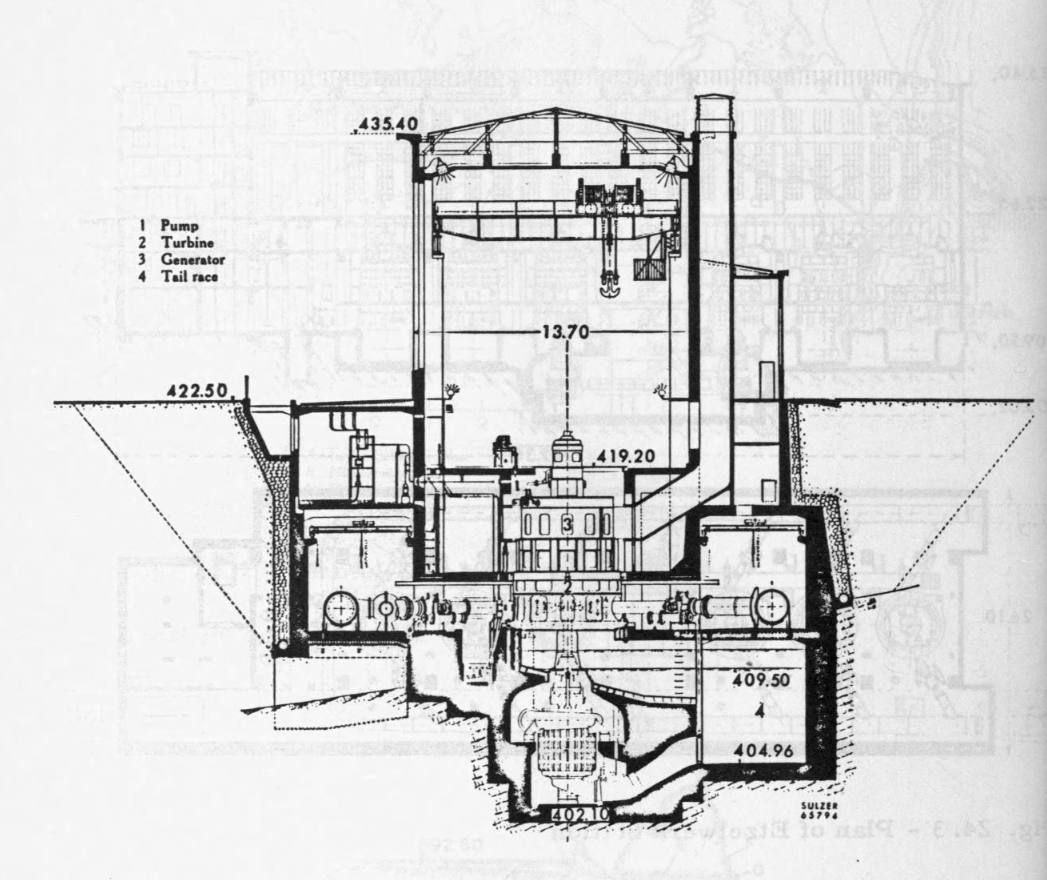
Ternärer Maschinensatz im Maschinenhaus Altendorf des Etzelwerks

Ein Ternärer Maschinensatz (enthält das aus dem lateinischen Zahlwort ter ‚dreimal‘ abgeleitete ternär ‚aus drei Grundeinheiten bestehend‘) ist eine Bauform eines Maschinensatzes für die Verwendung in Pumpspeicherkraftwerken. Sie besteht aus
1. einer elektrischen Maschine, die als Motor oder Generator arbeiten kann,
2. einer Turbine und
3. einer meist mehrstufigen Radialpumpe.

Die Turbine kann als Francis-Turbine oder Pelton-Turbine ausgebildet sein. Der Maschinensatz kann mit horizontaler oder vertikaler Achse ausgeführt sein.

## Anwendung
Der Ternäre Maschinensatz war bis Mitte des 20. Jh. die übliche Bauform bei Pumpspeicherkraftwerken, wurde dann aber durch die in den Gestehungs- und Wartungskosten kostengünstigere Pumpturbine abgelöst. Trotzdem gibt es Anwendungsbereiche, die den ternären Maschinensätzen vorbehalten geblieben sind. Sie eignen sich besonders für große Fallhöhen, die sich besser mit Pelton-Turbinen verarbeiten lassen. Weiter ist – im Gegensatz zur Pumpturbine – ein sehr schneller Wechsel zwischen Turbinieren und Pumpen möglich.